# Rafael Buschmann
Rafael Buschmann (* 1. März 1982 in Zabrze, Polen) ist ein deutscher ehemaliger investigativer Journalist und heutiger Strategie- und Kommunikationsberater.

## Leben
Buschmann wuchs bis zu seinem siebten Lebensjahr in Polen auf, 1989 emigrierte er gemeinsam mit seiner Familie nach Nordrhein-Westfalen. Zunächst besaß er die polnische Staatsangehörigkeit, anschließend nahm er die deutsche an. Mittlerweile lebt er im westfälischen Münster.
Buschmann studierte Germanistik, Pädagogik, Sport und Psychologie an der Westfälischen Wilhelms-Universität in Münster und schloss das Studium mit einem Staatsexamen ab. Während seines Studiums wurde er mit einem Stipendium der Studienstiftung des deutschen Volkes gefördert. Danach arbeitete Buschmann als Wissenschaftlicher Mitarbeiter und Dozent am Zentrum für Lehrerbildung der Westfälischen Wilhelms-Universität in Münster. Sein wissenschaftlicher Schwerpunkt lag auf den Themenfeldern Interkulturelle Pädagogik und Integrative Politik.
2010 wurde Buschmann Reporter im Sportressort von Spiegel Online, 2013 wechselte er zum Print-Magazin Der Spiegel. Er beschäftigte sich dort mit investigativen Themen, schreibt unter anderem über Wettbetrug, Korruption, Rechtsextremismus, Sicherheit. Im Juni 2024 verließ Buschmann den Spiegel und machte sich als Strategie- und Kommunikationsberater selbstständig. Zu seinen Kunden gehört auch die Spielervermarktungs-Agentur Eurosportsmanagement.

## Journalistische Arbeit
Buschmann erhielt 2016 Zugang zu 18,6 Millionen Dokumenten der Onlineaktivisten von Football Leaks. Er teilte die Daten mit über 50 Journalisten des European Investigative Collaborations und arbeitete gemeinsam mit einem Spiegel-Team sieben Monate unter anderem an Enthüllungen über die Steuertricks von Cristiano Ronaldo, Mesut Özil, einer niederländisch-argentinischen Spielerberatergruppe und dem Sportvermarkter Doyen. Das Spiegel TV Magazin widmete den Recherchen einen eigenen Film. 2017 veröffentlichte Buschmann gemeinsam mit Michael Wulzinger das Bestseller-Buch Football Leaks – Die schmutzigen Geschäfte im Profifußball.
Ende 2018 veröffentlichten der Spiegel und das EIC erneut eine Serie von Veröffentlichungen auf Basis der Football-Leaks-Daten, so zum Beispiel über die Pläne für eine europäische Super League, Verstöße gegen das Financial Fairplay von Manchester City und Paris Saint-Germain, Gianni Infantino, die ghanaische Fußballakademie Right to Dream, rassistische Scoutingpraktiken bei PSG, oder die Lohnfortzahlung in der britischen Women’s Super League. Im September 2019 veröffentlichten Buschmann und Wulzinger mit Football Leaks 2 – Neue Enthüllungen aus der Welt des Profifußballs einen weiteren Bestseller.

## Kontroversen
In die Kontroverse geriet Buschmann durch seinen Artikel „Faule Äpfel“ zur Fußball-Weltmeisterschaft 2014. Die zentrale Behauptung des Artikels ist, dass der verurteilte Spielemanipulator Wilson Raj Perumal Buschmann Stunden vor einem WM-Spiel in einem Facebook-Chat den richtigen Ausgang vorausgesagt habe. Perumal gab an, dass der Chat erst nach dem Spiel stattfand, und veröffentlichte Screenshots des Chats. Im Juli 2019 kam im Rahmen der geplanten Beförderung Buschmanns zum Leiter des Investigativteams erneut Kritik am Artikel auf, weswegen die geplante Beförderung bis zum Abschluss einer internen Untersuchung verschoben wurde. Am 25. September 2019 gab der Spiegel-Verlag bekannt, dass Buschmann auf die Beförderung verzichtet. Eine Eidesstattliche Versicherung eines Spiegel-Kollegen, der angab, den Chat gesehen zu haben, konnte Buschmann allerdings entlasten. Da er den originalen Chat aber nicht vorlegen konnte und ausgesagt haben soll, dass seine Screenshots verloren gegangen seien, als sein Handy in eine Pfütze gefallen sei, wurde der Artikel aus dem Internet entfernt. Der Spiegel gab nach Abschluss der internen Prüfung an, dass das Unternehmen weiterhin von seiner Darstellung überzeugt sei und Buschmann sowohl die Chefredaktion, die hausinterne Dokumentationsabteilung als auch die Rechtsabteilung vor dem Druck der Recherche vollständig und transparent über seine Quellenlage informiert habe. 2021 beförderte der SPIEGEL Buschmann zum ersten Chef eines eigenständigen Spiegel-Investigativteams. Er verantwortete das Investigativteam bis 2023 und wurde anschließend bis zu seinem Ausscheiden Chefreporter und Co-Koordinator des Spiegel für das internationale Recherchenetzwerk EIC.

## Auszeichnungen
Die Jury des Medium Magazin wählte Buschmann 2014 auf den 3. Platz der Sportjournalisten des Jahres. Prämiert wurde sein Artikel über die Vernetzung von Hooligans und Rechtsextremen (Hooligans gegen Salafisten).
2015 erhielt Buschmann gemeinsam mit Jürgen Dahlkamp, Jörg Schmitt, Jens Weinreich, Udo Ludwig und Gunther Latsch den Nannen-Preis in der Kategorie „Beste Investigation“ für die Arbeit an der „Sommermärchen-Affäre“ über die mutmaßlich gekaufte Vergabe der Fußball-Weltmeisterschaft 2006 in Deutschland.
Die Jury des Medium Magazins wählte Buschmann 2016 für seine Reportage Jagd nach Little John über den Whistleblower von Football Leaks zum „Sportjournalisten des Jahres“.
Buschmann war gemeinsam mit Özlem Gezer, Guido Mingels, Takis Würger, Claas Relotius, Maik Großekathöfer und Fiona Ehlers mit dem Text Die Lebenden und die Toten 2016 für den Reporterpreis und 2017 für den Nannen-Preis nominiert.
Die Jury des Fachmagazins Wirtschaftsjournalist zeichnete Buschmann und Michael Wulzinger 2018 als Deutschlands Wirtschaftsjournalisten des Jahres aus.
2024 wurden Buschmann und Gerhard Pfeil für ihr Interview mit dem Nationalmannschaftstrainer Julian Nagelsmann für den Reporterpreis nominiert.
Der Verband Deutscher Sportjournalisten zeichnete Buschmann mehrfach für seine Recherchen aus. Darunter sowohl für einen Text über Rechtsradikale im Ordnungsdienst von Borussia Dortmund als auch für eine Reportage über ein von Spielerberatern ausgebeutetes afrikanisches Fußballtalent.

## Werke
- Interkultureller Pädagogikunterricht: Ansätze und Möglichkeiten der Erziehungswissenschaft. Tectum, 2010, ISBN 978-3-8288-2293-1.
- mit Marcel Veber, Christiane Fischer-Ontrup, Christian Fischer: Umgang mit Vielfalt: Aufgaben und Herausforderungen für die Lehrerinnen- und Lehrerbildung. Waxmann, 2015, ISBN 978-3-8309-3154-6.
- mit Michael Wulzinger: Football Leaks: Die schmutzigen Geschäfte im Profifußball – Ein SPIEGEL-Buch. dva, München 2017, ISBN 978-3-421-04781-6.
- mit Michael Wulzinger: Football Leaks: Die schmutzigen Geschäfte im Profifußball – Ein SPIEGEL-Buch – aktualisiert und erweitert. Penguin Verlag, München 2018, ISBN 978-3-328-10304-2.
- mit Michael Wulzinger: Football Leaks 2: Neue Enthüllungen aus der Welt des Profifußballs. dva, München, 2019, ISBN 978-3-421-04827-1.